# Górzyca (Lubusz)
Górzyca (Duits: Göritz (Oder)) is een dorp in het Poolse woiwodschap Lubusz, in het district Słubicki. De plaats maakt deel uit van de gemeente Górzyca en telt 1539 inwoners.

## Galerij

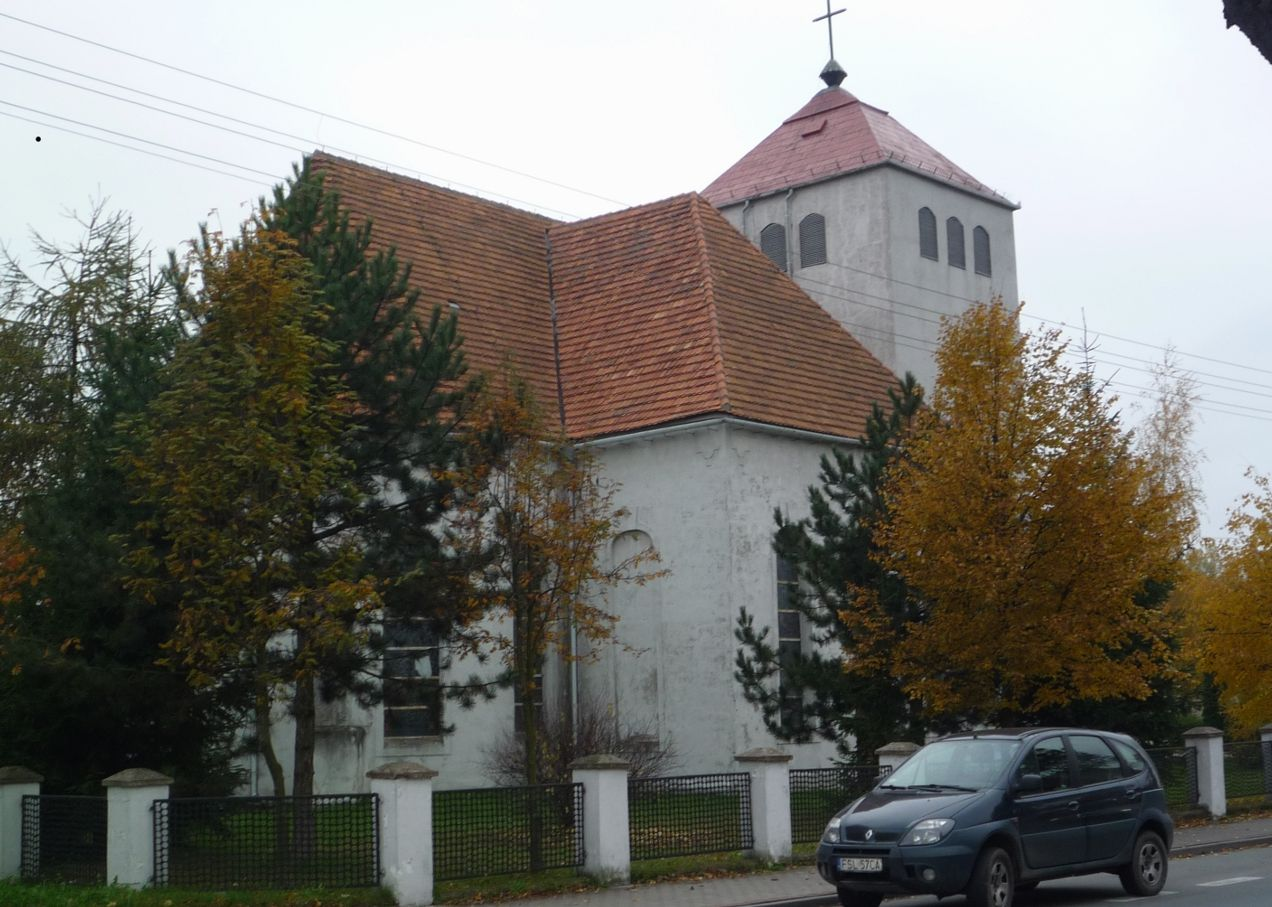
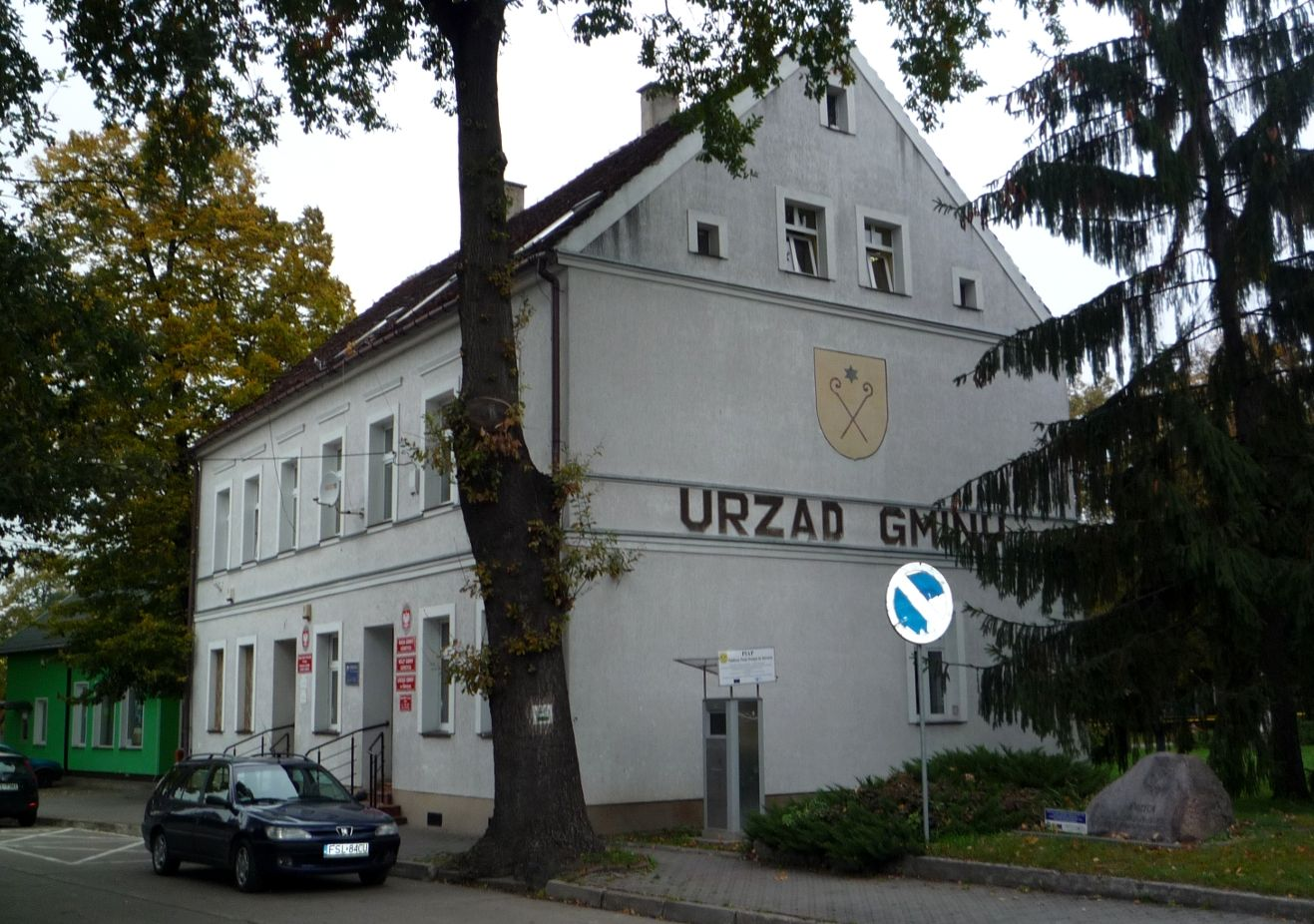
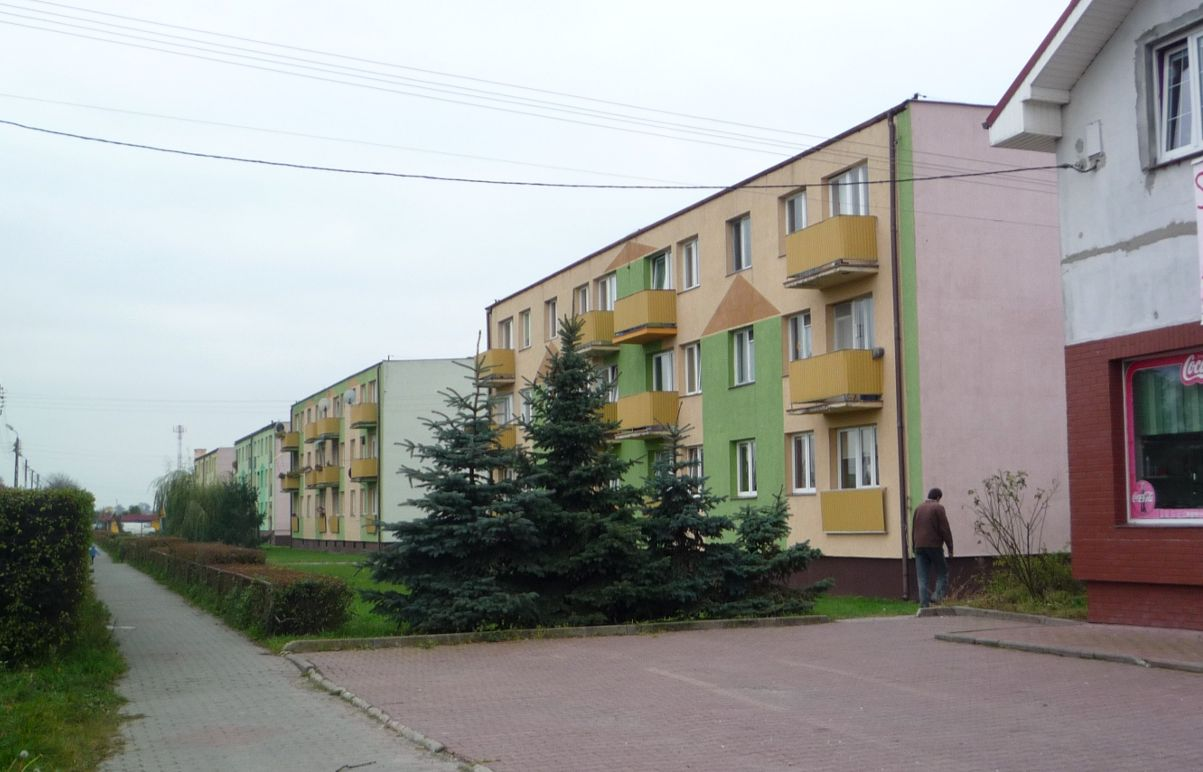
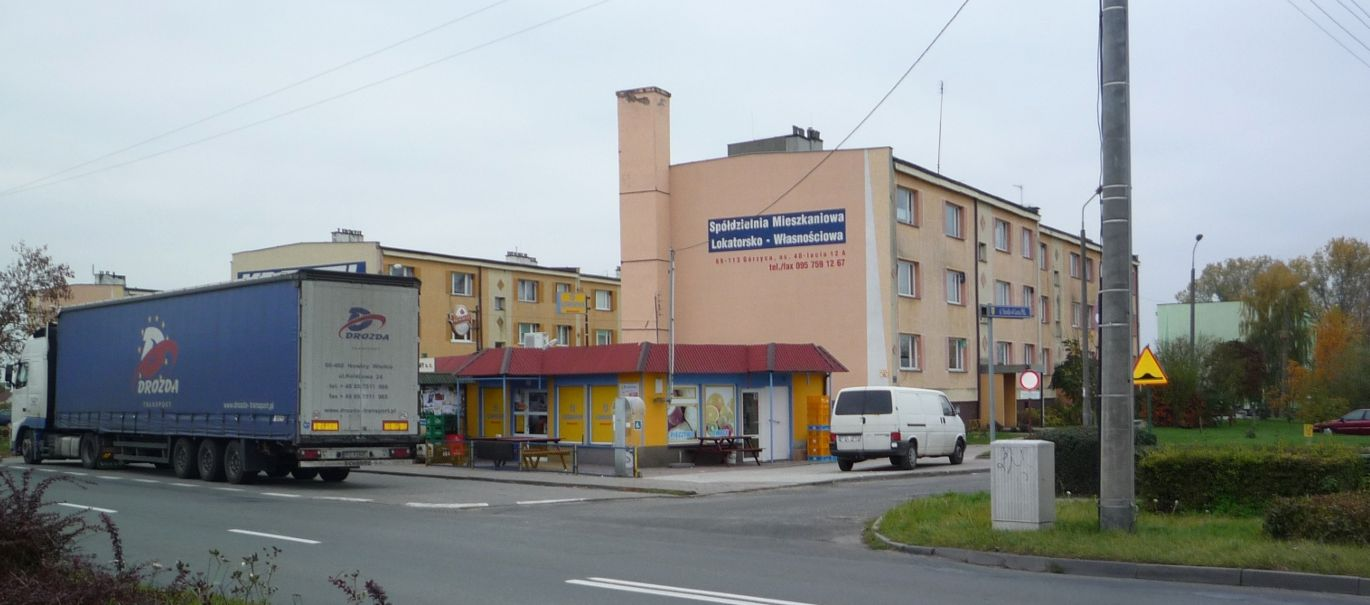